# Sonarossa
Sonarrossa, també escrit So na Rossa, antigament Canarrossa o Ca na Rossa, és un llogaret del municipi de Sencelles, situat al sud-oest del terme, vora el límit amb Santa Eugènia. Està situat entre les possessions d'Aireflor, Morelló Vell i el poble de Biniali. Sonarrossa no té un nucli de població definit, ans es tracta de població dispersa; és un terme que fa referència a una contrada del terme.
Pren el nom de l'antic districte islàmic de Qanarusa, que comprenia, a grans trets, els actuals municipis de Binissalem, Lloseta, Alaró, Consell, Costitx, Sencelles, Santa Eugènia i Santa Maria del Camí. L'origen del topònim és desconegut, però la bibliografia insisteix en la possible relació del segon element -rossa amb l'àrab rosa 'núvia'.